# Робсон, Брайан
Бра́йан Ро́бсон (англ. Bryan Robson; родился 11 января 1957, Честер-Ле-Стрит, Англия) — английский футболист и футбольный тренер. Играл на позиции атакующего полузащитника. Наибольшую известность получил, выступая за английский клуб «Манчестер Юнайтед», в котором он был капитаном на протяжении 12 лет (клубный рекорд). Робсон сыграл в 90 матчах за сборную Англии (причём 65 раз в качестве капитана сборной) и забил 26 голов. После завершения карьеры игрока Робсон тренировал «Мидлсбро», «Брэдфорд Сити», «Вест Бромвич Альбион» и «Шеффилд Юнайтед». В марте 2008 года Робсон вернулся в «Манчестер Юнайтед» в качестве клубного посла.

## Футбольная карьера

### «Вест Бромвич Альбион»
В 1972 году Робсон попал в молодёжную команду клуба Второго дивизиона «Вест Бромвич», за которую выступал на протяжении двух лет, после чего начал привлекаться к матчам основной команды. В апреле 1975 года 18-летний Брайан дебютировал за «дроздов» в матче против «Йорк Сити», завершившимся победой со счётом 3:0. До конца сезона полузащитник появился на поле ещё два раза, приняв участие в играх с «Кардифф Сити» и «Ноттингем Форест», отличившись забитыми голами в каждом из матчей.
В следующем сезоне Робсон принимает участие в 16 матчах Второго дивизиона, при этом главный тренер команды Джонни Джайлз, экспериментируя с составом, ставил Брайана на разные позиции, в том числе центрального нападающего. «Вест Бромвич» занял третье место и сумел пробиться в Футбольную лигу. В высшем дивизионе английского футбола команде сходу удаётся занять достаточно высокое 7-е место, однако для Брайана первая половина сезона была омрачена несколькими серьёзными травмами, в том числе переломом ноги. Лишь в декабре 1976 года он вернулся в основной состав. В марте 1977 года Робсон делает первый хет-трик в своей карьере, трижды поразив ворота «Ипсвич Таун». Однако вскоре полузащитник вновь получил травму колена и выбыл до конца сезона. По ходу следующего сезона у «дроздов» сменился тренер (им стал Рон Аткинсон), под его руководством они финишировали на 6-м месте, квалифицировавшись в Кубок УЕФА, а Брайан стабильно отыграл весь чемпионат, превращаясь в одного из лидеров команды.
Сезон 1978/1979 сложился для «Вест Бромвича» весьма успешно — команда сумела занять третье место в чемпионате Англии, лишь на очко отстав от ставшего вторым «Ноттингем Форест». Робсон в том сезоне наконец то смог избавиться от травм и провёл в чемпионате 41 матч из 42 возможных и отличился семью забитыми голами. На старте следующего сезона Брайан стал капитаном команды, которая откатывается на 10-е место в лиге. В 1981 году «Вест Бромвич» вновь проводит удачный сезон и финиширует на четвёртом месте. Этот сезон стал последним полноценным сезонов для Брайана в стане «дроздов», в нём он провёл на поле 40 матчей и отличился 10 забитыми голами.

### «Манчестер Юнайтед»
Деньги не были моей главной мотивацией. Я просто хотел побеждать.
Брайан Робсон объясняет причины, по которым он перешёл в «Манчестер Юнайтед».
Робсон перешёл в «Манчестер Юнайтед» за рекордную для Британии сумму в 1,5 млн. фунтов 1 октября 1981 года и подписал контракт на стадионе «Олд Траффорд» два дня спустя. Трансферный рекорд держался шесть лет и был побит лишь летом 1987 года, когда «Ливерпуль» заплатил 1,9 млн. фунтов за нападающего «Ньюкасл Юнайтед» Питера Бирдсли. Робсон дебютировал за «Манчестер Юнайтед» 7 октября 1981 года в выездном матче Кубка Футбольной лиги против «Тоттенхэм Хотспур», в котором «Юнайтед» проиграл со счётом 1:0. Три дня спустя Робсон сыграл свой первый матч в чемпионате за новый клуб в безголевом матче против «Манчестер Сити» на «Мейн Роуд». Это был его первый выход в футболке под номером «7» за «Юнайтед», который закрепился за ним на постоянной основе. Свой первый гол за «Юнайтед» Робсон забил 7 ноября 1981 года в матче против «Сандерленда» на «Рокер Парк», в котором гости выиграли со счётом 5:1. В своём первом сезоне за «Юнайтед» Робсон сыграл 32 матча и забил 5 голов. Тем временем приближался Чемпионат мира 1982 года и Робсон блистал за сборную Англии, забив гол против Северной Ирландии, которую англичане разгромили на «Уэмбли» со счётом 4:0 и хорошо проявил себя в контрольном товарищеском матче против Финляндии в Хельсинки.
В полуфинальном матче Кубка Лиги 1983 года против «Арсенала» Робсон получил разрыв коленных связок и пропустил финал этого турнира, в котором «Юнайтед» уступил «Ливерпулю». Он смог восстановиться от травмы к полуфиналу Кубка Англии, снова против «Арсенала», и забил в нём победный гол («Юнайтед» выиграл со счётом 2:1). Финал Кубка Англии 1983 года «Брайтон энд Хоув Альбион» завершился ничьей со счётом 2:2. В переигровке финала Робсон забил два гола, а «Юнайтед» праздновал победу со счётом 4:0. Брайан Робсон поднял над головой свой первый трофей в качестве капитана «Манчестер Юнайтед». В следующем сезоне он внёс большой вклад в успехи клуба в розыгрыше Кубка обладателей кубков. В ответном матче 1/4 финала против «Барселоны» на «Олд Траффорд» Робсон забил 2 гола (матч завершился со счётом 3:0). Несмотря на поражение в первой встрече со счётом 2:0, по сумме двух матчей «Юнайтед» прошёл в полуфинал. Он пропустил обе полуфинальные встречи с «Ювентусом» из-за травмы подколенного сухожилия, а его клуб вылетел из турнира. Будучи в Турине с командой во время ответного матча он получил разрешение клуба вести переговоры с «Ювентусом» о возможном трансфере. Однако этот переход так никогда и не состоялся, так как ни «Ювентус», ни любой другой клуб не готовы были заплатить требуемую «Юнайтед» цену в 3 млн. фунтов. Вместо переезда в Италию, Робсон продлил свой контракт с «Юнайтед» в 1984 году, подписав семилетнее соглашение стоимостью около 1 млн. фунтов. В 1985 году Робсон привёл клуб ещё к одной победе в Кубке Англии на этот раз над «Эвертоном» (тогда гол Нормана Уайтсайда похоронил шансы «ирисок» сделать уникальный «требл» с победами в чемпионате, Кубке Англии и Кубке обладателей кубков). Следующий сезон Робсон и «Юнайтед» начали в отличном темпе, победив в 10 встречах подряд, и многие считали, что клуб снова сможет завоевать чемпионский титул — впервые с 1967 года. Но уже после Рождества клуб потерял форму и завершил сезон без трофеев, заняв в чемпионате лишь четвёртое место после «Ливерпуля», «Эвертона» и «Вест Хэма».
После отставки Рона Аткисона и назначения в ноябре 1986 года на пост главного тренера Алекса Фергюсона Робсон продолжал пользоваться доверием тренерского штаба и оставался капитаном клуба. Но выиграть новый трофей Брайану удалось лишь в 1990 году, когда Робсон забил первый гол «Юнайтед» в матче Кубка Англии против «Кристал Пэлас» (матч закончился ничьей со счётом 3:3). В переигровке «Манчестер Юнайтед» победил со счётом 1:0, а Робсон стал первым капитаном «Юнайтед», поднявшим Кубок три раза. В сезоне 1990/91 Робсон из-за травмы провёл лишь 17 игр в чемпионате, однако смог сыграть в финале Кубка обладателей кубков, в котором «Юнайтед» победил «Барселону» со счётом 2:1.
В сезоне 1991/92 Робсон оставался твёрдым игроком стартового состава, даже несмотря на растущую конкуренцию со стороны Пола Инса, Нила Уэбба и Андрея Канчельскиса. В этом же сезоне Брайан сыграл в своём 90-м и последнем матче за сборную Англии. Сезон 1991/92 завершился неудачно для Робсона и для клуба: чемпионами Первого дивизиона стал «Лидс Юнайтед». Из-за травмы Робсон пропустил победный для «Юнайтед» финал Кубка Лиги против «Ноттингем Форест». Его шансы на попадание в основу команды начали сокращаться из-за растущей конкуренции со стороны более молодых футболистов, а также появления сообщений в прессе о том, что Алекс Фергюсон собирается подписать молодого полузащитника.
Робсон оставался капитаном в большей части матчей, но Стив Брюс надевал капитанскую повязку, когда Робсон не выходил на поле.
В сезоне 1992/93, ставшим первым сезоном новообразованной Премьер-лиги, Робсон сыграл лишь в 14 матчах чемпионата. Он забил гол в финальной игре сезона против «Уимблдона» — это был его единственный гол в этом сезоне. К этому моменту «Юнайтед» уже был чемпионом Премьер-лиги, а Робсон наконец смог завоевать свою первую чемпионскую медаль, за которую он боролся на протяжении 15 лет, с момента начала своей карьеры в «Вест Бромвиче». Но не только травмы мешали 36-летнему Робсону попасть в стартовый состав. В сезоне 1992/93 был подписан Эрик Кантона, который играл в связке с Марком Хьюзом, а бывший партнёр Хьюза по нападению Брайан Макклер перешёл в полузащиту. Это сыграло против Робсона, но наибольшим ударом было подписание летом 1993 года полузащитника «Ноттингем Форест» Роя Кина.
В сезоне 1993/94 Робсон сыграл в 15 матчах и завоевал с командой очередной титул чемпионов Премьер-лиги. Он забил один из четырёх голов «Юнайтед» в переигровке полуфинала Кубка Англии против «Олдем Атлетик» на «Мейн Роуд». К сожалению для Робсона, он не был включён в состав команды на финальный матч Кубка Англии. Алекс Фергюсон позднее признался, что это решение было одним из тяжелейших в его тренерской карьере.

## Карьера в сборной
Робсон дебютировал за национальную сборную Англии в феврале 1980 года, выйдя на поле в товарищеском матче со сборной Ирландии. После этого он стал вызываться в сборную на постоянной основе и в 1982 году отправился в её составе на свой первый чемпионат мира. В дебютном матче на «мундиале» со сборной Франции Брайан открыл счёт уже на 27-й секунде матча, забив самый быстрый гол в истории мировых первенств (в 2002 году этот рекорд был побит Хаканом Шукюром), а на 67-й минуте он оформил дубль, забив победный гол (англичане в итоге одержали победу со счётом 3:1). После этого Робсон принял участие ещё в трёх матчах чемпионата.
Следующим международным турниром для полузащитника становится чемпионат мира в Мексике, однако на нём он принимает участие только в двух матчах. На Евро-1988 (единственном в карьере Брайана) он сумел отметиться голом в ворота сборной Нидерландов, но сборная Англии выступила крайне неудачно, проиграв во всех матчах группового этапа.
На чемпионат мира 1990 года Робсон ехал в качестве одного из лидеров и капитана сборной, являясь самым опытным из полевых игроков (на момент начала турнира ему было 33 года). Он принял участие в матчах группового этапа со сборными Ирландии и Нидерландов (оба они закончились вничью), но накануне заключительного матча с египтянами он получил травму, раздробив большой палец на ноге и в оставшихся матчах принять участие не смог. В результате без своего капитана англичане сумели дойти до полуфинала турнира, а по его завершении Робсон объявил об окончании международной карьеры. Всего в составе сборной он провёл 90 матчей (из них 65 — в качестве капитана), забив 26 голов.

## Тренерская карьера
Летом 1994 года Робсон принял предложение клуба Первого дивизиона «Мидлсбро» занять пост играющего тренера. По итогам первого же сезона под руководством молодого тренера команда поднялась в Премьер-лигу, а сам Брайан принял участие в 22 матчах и забил один гол. Начиная со следующего сезона он появлялся на поле лишь эпизодически, сосредоточившись на тренерской работе. Первый сезон в элите английского футбола команда завершила на 7-м месте, но уже через год вылетела в Чемпионшип. Несмотря на это, Робсон через год вернул команду в Премьер-лигу и на протяжении трёх сезонов финишировал в середине турнирной таблицы. Кроме того, за этот период «Боро» доходили до финала Кубка Англии и Кубка лиги, но проиграли каждый из них. Летом 2001 года Робсон покинул «Мидлсбро».
После этого Робсон тренировал «Брэдфорд Сити», родной «Вест Бромвич Альбион» и «Шеффилд Юнайтед», нигде не задерживаясь больше чем на год и не достигнув каких-либо успехов. Последней командой в его тренерской карьере была сборная Таиланда, которую он тренировал с 2009 по 2011 годы.

## Достижения

### Достижения в качестве игрока
«Манчестер Юнайтед»
- Чемпион Премьер-лиги (2): 1992/93, 1993/94
- Обладатель Кубка Англии (3): 1983, 1985, 1990
- Обладатель Кубка Футбольной лиги: 1992
- Обладатель Суперкубка Англии (3): 1983, 1990, 1993
- Победитель Кубка обладателей кубков: 1991
- Обладатель Суперкубка Европы: 1991

### Достижения в качестве тренера
«Мидлсбро»
- Победитель Первого дивизиона: 1994/95

### Личные достижения
Робсон был награждён орденом Британской империи (OBE) в январе 1990 года. В 1998 году он был включён в список 100 легенд Футбольной лиги, а в 2002 году был включён в Зал славы английского футбола в знак признания его заслуг перед английским футболом в качестве игрока. Он также был назван в числе 16 величайших игроков клуба «Вест Бромвич Альбион» по результатам опроса 2004 года, организованного в честь 125-й годовщины клуба.

## Статистика выступлений
| Клуб                 | Сезон            | Лига | Лига | Кубки | Кубки | Еврокубки | Еврокубки | Прочие | Прочие | Итого | Итого |
| Клуб                 | Сезон            | Игры | Голы | Игры  | Голы  | Игры      | Голы      | Игры   | Голы   | Игры  | Голы  |
| -------------------- | ---------------- | ---- | ---- | ----- | ----- | --------- | --------- | ------ | ------ | ----- | ----- |
| Вест Бромвич Альбион | 1974/75          | 3    | 2    | 0     | 0     | -         | -         | 0      | 0      | 3     | 2     |
| Вест Бромвич Альбион | 1975/76          | 16   | 1    | 2     | 1     | -         | -         | 3      | 0      | 21    | 2     |
| Вест Бромвич Альбион | 1976/77          | 23   | 8    | 3     | 0     | 0         | 0         | 2      | 0      | 28    | 8     |
| Вест Бромвич Альбион | 1977/78          | 35   | 3    | 5     | 0     | 0         | 0         | 0      | 0      | 40    | 3     |
| Вест Бромвич Альбион | 1978/79          | 41   | 7    | 8     | 0     | 8         | 2         | 0      | 0      | 57    | 9     |
| Вест Бромвич Альбион | 1979/80          | 35   | 8    | 5     | 2     | 2         | 0         | 0      | 0      | 42    | 10    |
| Вест Бромвич Альбион | 1980/81          | 40   | 10   | 7     | 1     | 0         | 0         | 0      | 0      | 47    | 11    |
| Вест Бромвич Альбион | 1981/82          | 5    | 0    | 0     | 0     | 2         | 0         | 0      | 0      | 7     | 0     |
| Вест Бромвич Альбион | Итого            | 198  | 39   | 30    | 4     | 12        | 2         | 5      | 0      | 245   | 45    |
| Манчестер Юнайтед    | 1981/82          | 32   | 5    | 3     | 0     | 0         | 0         | 0      | 0      | 35    | 5     |
| Манчестер Юнайтед    | 1982/83          | 33   | 10   | 14    | 4     | 2         | 1         | 0      | 0      | 49    | 15    |
| Манчестер Юнайтед    | 1983/84          | 33   | 12   | 7     | 0     | 6         | 4         | 1      | 2      | 47    | 18    |
| Манчестер Юнайтед    | 1984/85          | 33   | 9    | 6     | 3     | 7         | 2         | 0      | 0      | 46    | 14    |
| Манчестер Юнайтед    | 1985/86          | 21   | 7    | 5     | 0     | 0         | 0         | 1      | 0      | 27    | 7     |
| Манчестер Юнайтед    | 1986/87          | 30   | 7    | 3     | 0     | 0         | 0         | 0      | 0      | 33    | 7     |
| Манчестер Юнайтед    | 1987/88          | 36   | 11   | 7     | 0     | 0         | 0         | 0      | 0      | 43    | 11    |
| Манчестер Юнайтед    | 1988/89          | 34   | 4    | 9     | 4     | 0         | 0         | 3      | 0      | 46    | 8     |
| Манчестер Юнайтед    | 1989/90          | 20   | 2    | 7     | 2     | 0         | 0         | 0      | 0      | 27    | 4     |
| Манчестер Юнайтед    | 1990/91          | 17   | 1    | 8     | 0     | 4         | 0         | 0      | 0      | 29    | 1     |
| Манчестер Юнайтед    | 1991/92          | 27   | 4    | 8     | 1     | 3         | 0         | 0      | 0      | 38    | 5     |
| Манчестер Юнайтед    | 1992/93          | 14   | 1    | 2     | 0     | 1         | 0         | 0      | 0      | 17    | 1     |
| Манчестер Юнайтед    | 1993/94          | 15   | 1    | 7     | 1     | 4         | 1         | 1      | 0      | 27    | 3     |
| Манчестер Юнайтед    | Итого            | 345  | 74   | 86    | 15    | 27        | 8         | 6      | 2      | 464   | 99    |
| Мидлсбро             | 1994/95          | 22   | 1    | 0     | 0     | -         | -         | 0      | 0      | 22    | 1     |
| Мидлсбро             | 1995/96          | 2    | 0    | 2     | 0     | 0         | 0         | 0      | 0      | 4     | 0     |
| Мидлсбро             | 1996/97          | 1    | 0    | 0     | 0     | 0         | 0         | 0      | 0      | 1     | 0     |
| Мидлсбро             | Итого            | 25   | 1    | 2     | 0     | 0         | 0         | 0      | 0      | 27    | 1     |
| Всего за карьеру     | Всего за карьеру | 568  | 114  | 118   | 19    | 39        | 10        | 11     | 2      | 736   | 145   |

## Тренерская статистика
Включены все официальные матчи. По состоянию на 8 июня 2011 года
| Мидлсбро             | Англия  | Август 1994      | Июнь 2001        | 282 | 106 | 85 | 91 | 37,59 |
| Брэдфорд Сити        | Англия  | 24 ноября 2003   | 17 июня 2004     | 28  | 7   | 1  | 20 | 25,00 |
| Вест Бромвич Альбион | Англия  | 9 ноября 2004    | 18 сентября 2006 | 81  | 19  | 24 | 38 | 23,46 |
| Шеффилд Юнайтед      | Англия  | 22 мая 2007      | 14 февраля 2008  | 38  | 14  | 12 | 12 | 36,84 |
| Таиланд              | Таиланд | 23 сентября 2009 | 8 июня 2011      | 7   | 2   | 1  | 4  | 28,57 |

## Личная жизнь

### Семья
Брайан Робсон женился на Дениз Бриндли 2 июня 1979 года. У пары трое детей: Клэр (родилась 17 сентября 1980 года), Шарлотта (родилась 17 июня 1982 года) и Бен (родился 2 сентября 1988 года).

### Болезнь
16 марта 2011 года была опубликована информация о том, что 3 марта в Бангкоке Робсон перенёс хирургическую операцию по удалению раковой опухоли гортани.